# Утин, Василий Ильич
Василий Ильич У́тин  (17 декабря 1918, Ивановка — 10 декабря 1941, Дебальцево, Сталинская область) — автоматчик 14-й мотострелковой роты 95-го пограничного полка особого назначения войск НКВД СССР Управления охраны войскового тыла Южного фронта, замполитрука, Герой Советского Союза.

## Биография
Василий Ильич Утин родился 17 декабря 1918 года в селе Ивановка ныне Давлекановский район Башкирской АССР в крестьянской семье.
Русский. Кандидат в члены ВКП(б) с 1941 года. Окончил сельскохозяйственный техникум в селе Кушнаренково Кушнаренковского района Башкирии. Работал учителем и инспектором районного отдела народного образования Бакалинского района Башкирской АССР. С 1935 по 1936 год работал статистиком Бакалинского районного земельного отдела Башкирской АССР, а с 1939 по январь 1940 года работал в Бакалинском районе учителем Бугабашевской неполной средней школы, а затем — инспектором районного отдела народного образования.
В армию был призван 15 января 1940 года и направлен в войска НКВД СССР.
Служил пограничником 14-й пограничной заставы 2-го Каларашского пограничного отряда Молдавского пограничного округа войск НКВД СССР. Участвовал в освободительном походе Красной Армии в Бессарабию и Северную Буковину. 28 июня 1940 года первым из однополчан форсировал Днестр и водрузил на бывшем румынском берегу Красное знамя.
Затем он — секретарь бюро ВЛКСМ (с 13 апреля 1941 года) 3-й пограничной комендатуры и заместитель политрука (с 17 мая 1941 года) одной из пограничных застав 3-й пограничной комендатуры 2-го Каларашского пограничного отряда Управления пограничных войск НКВД Молдавской ССР.
На фронтах Великой Отечественной служил во 2-м погранотряде. 25 сентября 1941 года в составе 3-й пограничной комендатуры 2-го погранотряда был передан на укомплектование 95-го пограничного полка особого назначения войск НКВД СССР Управления охраны войскового тыла Южного фронта.
Представлен к награждению званием Героя Советского Союза за подвиги, совершённые 9—10 декабря 1941 года в боях за город Дебальцево Донецкой области Украины: 

«в ночь с 9 на 10 декабря 1941 года в составе разведгруппы проник на окраину села Софьино-Раевка Енакиевского горсовета Донецкой области, где затем в одиночку незаметно подобрался к большому двухэтажному дому, занятому взводом противника под казарму, и метнул в окно гранату. Когда уцелевшие после взрыва фашисты в нижнем белье начали в панике выбегать во двор, из положения „лёжа“ меткими короткими очередями из табельного ППД уничтожил не менее десяти из них».

Отличился и погиб в 1941 году в бою за город Дебальцево Донецкой области Украины.
Указом Президиума Верховного Совета СССР «О присвоении звания Героя Советского Союза начальствующему и рядовому составу Красной Армии» от 27 марта 1942 года за «образцовое выполнение боевых заданий командования и проявленные при этом отвагу и геройство» удостоен звания Героя Советского Союза. 
Утин Василий Ильич был погребён на месте гибели с отданием воинских почестей. После войны был перезахоронен в воинскую братскую могилу, расположенную в центре села Камышатка Шахтёрского района Донецкой области Украины, где позже был возведён воинский мемориал с памятником Герою.

## Награды
- Медаль «Золотая Звезда» Героя Советского Союза (27.03.1942)[2][4];
- Орден Ленина (27.03.1942).

## Память
- Имя Героя Советского Союза замполитрука В. И. Утина в 1960-х годах было присвоено пограничной заставе 95-го пограничного Кёнигсбергского ордена Ленина и Красной Звезды отряда, дислоцирующейся в городе Багратионовск Калининградской области (Постановление Совета Министров РСФСР № 599-72 от 20 мая 1964 года);
- Его именем названа одна из улиц города Багратионовска (решение Багратионовского районного Совета депутатов трудящихся № 183 от 15 сентября 1967 года);
- Его имя носит школа на его малой родине, в которой он когда учился и в стенах которой до призыва в армию работал сельским учителем.
- На пограничной заставе, носящей имя Героя, установлен его бронзовый бюст. Бюст Героя установлен и на территории Озёрского учебного центра 23-го пограничного дважды Краснознамённого отряда современного Краснознамённого пограничного управления ФСБ России.
- В честь Василия Утина названы улицы в родном селе Ивановке и в г. Давлеканово[5], а также в селе Нагаево[6].
- 24 апреля 2021 г. имя присвоено школе с.Ивановка, здесь установлен  бюст, мемориальную доску[5].
- Имя увековечено в г. Давлеканово на Алле Героев, на стелле, посвящённым воинам пограничникам[5].